# Pseudogap

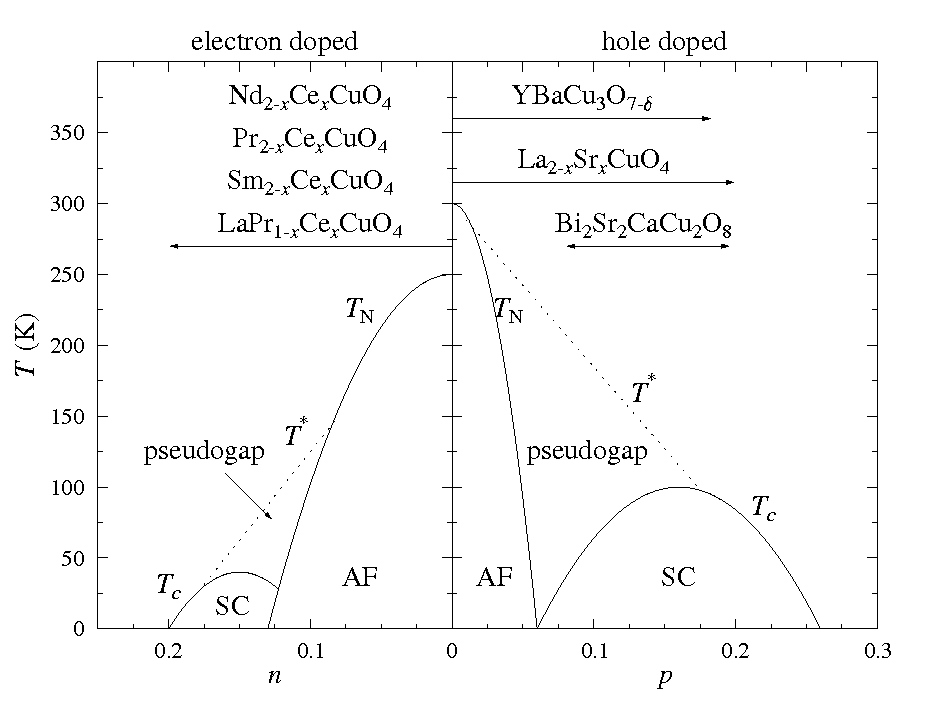
Diagramma di fase di un cuprato superconduttore in cui si vede la comparsa dello pseudogap in funzione della temperatura e del drogaggio.

In fisica della materia condensata, uno pseudogap è un intervallo (gap in inglese) tra due livelli energetici degli elettroni di un materiale, dove ci sono pochi o nessun livello intermedio, diversamente da un gap vero e proprio dove questi livelli sono completamente vietati.
Nel 1968, Nevill Mott, spiegando il comportamento di alcuni isolanti (modello di Mott), coniò il termine pseudogap per descrivere una riduzione dei possibili stati energetici al livello fondamentale (livello di Fermi), causata dalla repulsione tra elettroni nello stesso atomo o da un gap in materiali con strutture complesse, o una combinazione di entrambi.

## Descrizione
Il concetto di gap nasce nell'ambito delle teorie per spiegare la conducibilità elettrica, in cui si usa un modello a bande energetiche. In esso si definisce una superficie di Fermi che rappresenta, nello spazio delle fasi, il confine dei momenti degli elettroni allo stato fondamentale (cioè allo zero assoluto) dal centro del reticolo cristallino. Tra questa superficie e il livello energetico successivo c'è un intervallo (gap) proibito. Nel caso più semplice, la superficie di Fermi è una sfera, quindi il momento è lo stesso in ogni direzione. Con uno pseudogap, la superficie non è simmetrica e il gap può avere livelli intermedi in alcune direzioni.
Per questo, in materiali come i cuprati, per gli elettroni che si muovono in una certa direzione c'è un gap associato a uno stato isolante. Per gli elettroni che si muovono a 45° rispetto a questa direzione, il gap non esiste e possono muoversi liberamente come in un conduttore.
Lo pseudogap può apparire nei materiali superconduttori a determinate temperature e livelli di drogaggio, insieme a fasi come l'antiferromagnetismo o la normale conduttività. Per questo motivo, i meccanismi legati allo pseudogap sono molto studiati nella superconduttività ad alte temperature, poiché si sospetta che i fenomeni siano collegati.
Nel 2016 è stata osservata la presenza di uno pseudogap in superconduttori convenzionali come TiN, NbN, o alluminio granulare.